# Hett blod
Hett blod är en dramapjäs av Amanda Kerfstedt från 1888. Pjäsen var Kerfstedts andra och hade urpremiär på Kungliga Dramatiska Teatern i Stockholm den 7 februari 1888. Den består av fyra akter.

## Handling
Dramat handlar om den nyutnämnde polismästaren Fredrik Falk och hans dotter Emma. Falk har ett hett temperament, vilket skapar en mängd konflikter som slår tillbaka mot hans familj, hans arbete och honom själv. I vredesmod kör han iväg bäste vännen onkel Dick och misshandlar en fånge allvarligt. Händelserna leder till att hans dotter Emma bryter med sin fästman Konrad.
Fästmannen förstår att Emma behöver hans stöd och friar till henne och ett halvår senare gifter de sig. Innan de beger sig av på bröllopsresa besöker de Fredrik i fängelset. Emma ber sin far att underteckna en nådeansökan som alla i staden ställt sig bakom. När Emma och Konrad rest sliter Fredrik petitionen i stycken och förklarar att han inte alls tänker ansöka om nåd. Han tänker böja sig inför lagen.

## Rollfigurer
- Fredrik Falk, polismästare
- Emma, hans dotter
- Fru Beata Morén, hans kusin
- Onkel Dick Winkler
- Häradshöfding Konrad Holm
- Bark, skrifvare
- Läkaren
- Postmästaren
- Färgaren
- Garfvaren
- Skomakaren
- Gesällernas ordförande
- Fångvaktaren
- Fängelsedirektören
- En vaktknekt
- En piga, hos polismästaren
- Gesäller och borgare
- Hägg, gesäll
- Engström, fabriksarbetare
- Slagtar-Kalle
- En postskrifvare
- Två poliser
- En jungfru hos postmästaren

## Mottagande
Pjäsen fick ett negativt mottagande i pressen. Svenska Dagbladets recensent ansåg att pjäsen var "tröttande", men berömde skådespelaren Emil Hillbergs rolltolkning och menade att Hillbergs stumma spel i sista aktens fängelsescen berört honom djup. Aftonbladets anmälare menade att Hett blod saknade dramatisk bärkraft och talang och menade också att protagonisten Fredrik Falk från början till slut var en entydigt patologisk karaktär, som saknade dramatiskt intresse. Dagens Nyheters recensent ställde sig frågan varför pjäsen över huvud taget hade satts upp och anmälaren i Nya Dagligt Allehanda hade en liknande ståndpunkt.